# 针锰钠石
针锰钠石（英語：Serandite）是一種礦物，分子式為 Na(Mn2+,Ca)2Si3O8(OH)。 該礦物於 1931 年在幾內亞被發現，並以 J. M. Sérand 的名字命名。 针锰钠石一般呈紅色、棕色、黑色或無色。

## 描述
针锰钠石 透明至半透明，通常呈橙紅色、淡粉色、玫瑰紅色、橙色、棕色、黑色或無色； 在岩石薄片中，它是無色的. 因含錳元素，礦物呈粉紅色。 
礦物的晶體是棱柱狀到針狀，並沿 結晶[010] 方向伸長、呈刃狀、塊狀或板狀，並在 {100} 處變平，呈輻射狀或塊狀聚集體。 针锰钠石是矽灰石族的一員，與针钠钙石(pectolite) 類似礦物。 其晶體有時被用作寶石。

## 歷史
针锰钠石是在幾內亞洛杉磯群島的Rouma 島上發現的。 該礦物由 À  Lacroix  命名，以紀念礦物收藏家 J.M. Sérand。 

## 分佈
针锰钠石已在澳大利亞、巴西、加拿大、幾內亞、意大利、日本、納米比亞、挪威、俄羅斯、南非和美國被發現。 標準標本保存在華盛頓特區的國家自然歷史博物館.
在魁北克省的聖伊萊爾山，针锰钠石是在侵入性鹼性輝長岩-正長岩複合體中的, 方鈉石包體和偉晶岩中。在新墨西哥州的Point of Rocks，它存在于響岩的孔洞中。 在俄羅斯的 Tumannoe 礦床，针锰钠石在與火山岩和陸源（非海洋）沉積物相關的富錳礦床中，這些沉積物已被接觸變質作用改變。